# Vespula vulgaris
La avispa común (Vespula vulgaris), que no debe confundirse con avispa chaqueta amarilla, es una especie de insecto himenóptero de la familia Vespidae que se encuentra en gran parte de Eurasia, se ha introducido a Australia y Nueva Zelanda. A menudo se dice que también está presente en América del Norte, en cuyo caso se llama avispa chaqueta amarilla, pero un estudio de 2010 señala que la población de América del Norte es una especie diferente, Vespula alascensis.

## Descripción e identificación
Las obreras adultas de Vespula vulgaris miden entre 12 a 17 mm desde la cabeza hasta el abdomen, y pesan unos 84.1±19.0 mg, mientras que la reina mide 20 mm de largo. Tiene colores aposemáticos negros y amarillo; franjas amarillas paralelas y puntos y bandas negras negros en su abdomen. Las reinas y hembras de Vespula vulgaris poseen una apariencia muy similar a la de la avispa alemana (o avispa europea, Vespula germanica) excepto si se observa su cabeza con detenimiento, la cara de Vespula vulgaris no posee los tres puntos negros de la Vespula germanica. En cambio, posee una sola marca negra en su clípeo que por lo general posee forma de ancla o daga. Sin embargo, a veces la identificación de esta especie puede ser dificultosa porque esta marca negra en su clípeo algunas veces puede no estar, haciéndola lucir de forma muy similar a Vespula germanica.
Aún es más difícil distinguir a los machos de distintas especies. Existen muy pocas diferencias entre los machos de Vespula vulgaris y Vespula germanica. La única identificación visible (y casi no distinguible sin ayuda de una lupa) de los machos de Vespula vulgaris es el análisis de sus genitales. Poseen el extremo del edeago con una forma característica con procesos laterales.